# Continentalidade
Os fenômenos da maritimidade e continentalidade estão relacionados com a interferência da proximidade ou distância de um determinado local com relação às grandes quantidades de água, tais como os oceanos ou mares.
As grandes massas de água possuem a característica de reter o calor dos raios solares por mais tempo do que o solo. Assim como, também, possuem a característica de resfriar mais lentamente.
Isso acaba interferindo no clima das regiões próximas, tais como as regiões costeiras.
Como a água retém calor por mais tempo que o solo, a temperatura das regiões litorâneas se mantém praticamente constante, pois de dia enquanto ainda está quente, a água absorve o calor do sol e, à noite, quando deveria estar frio, a irradiação lenta do calor absorvido pela massa de água faz com que o ar em torno se aqueça, mantendo a temperatura.
Essa é a “maritimidade”. Regiões que estão expostas a este efeito, possuem baixa amplitude térmica anual e diurna (pouca variação da temperatura ao longo do ano, e entre a temperatura de dia e de noite) e invernos menos rigorosos.
Já a continentalidade é o contrário. Quanto mais distante do litoral (ou mais no interior dos continentes), maior é a amplitude térmica de determinada região. Ou seja, devido à rapidez com que o solo irradia calor e baixa capacidade de absorção, os invernos são mais rigorosos e a diferença de temperatura entre o dia e a noite também é grande.
A proximidade dos oceanos também acaba interferindo na quantidade de precipitações, fazendo com que as regiões litorâneas tenham taxas de precipitação maiores que as regiões interiores dos continentes, devido à grande evaporação e condensação.
São esses fatores climáticos (continentalidade e maritimidade, além de outros, é claro) que fazem com que os invernos sejam mais rigorosos no hemisfério norte do que no hemisfério sul, já que o hemisfério norte possui uma quantidade muito maior de terras emersas, fazendo com que boa parte dele sofra os efeitos da continentalidade.